# Gewürzstreuer

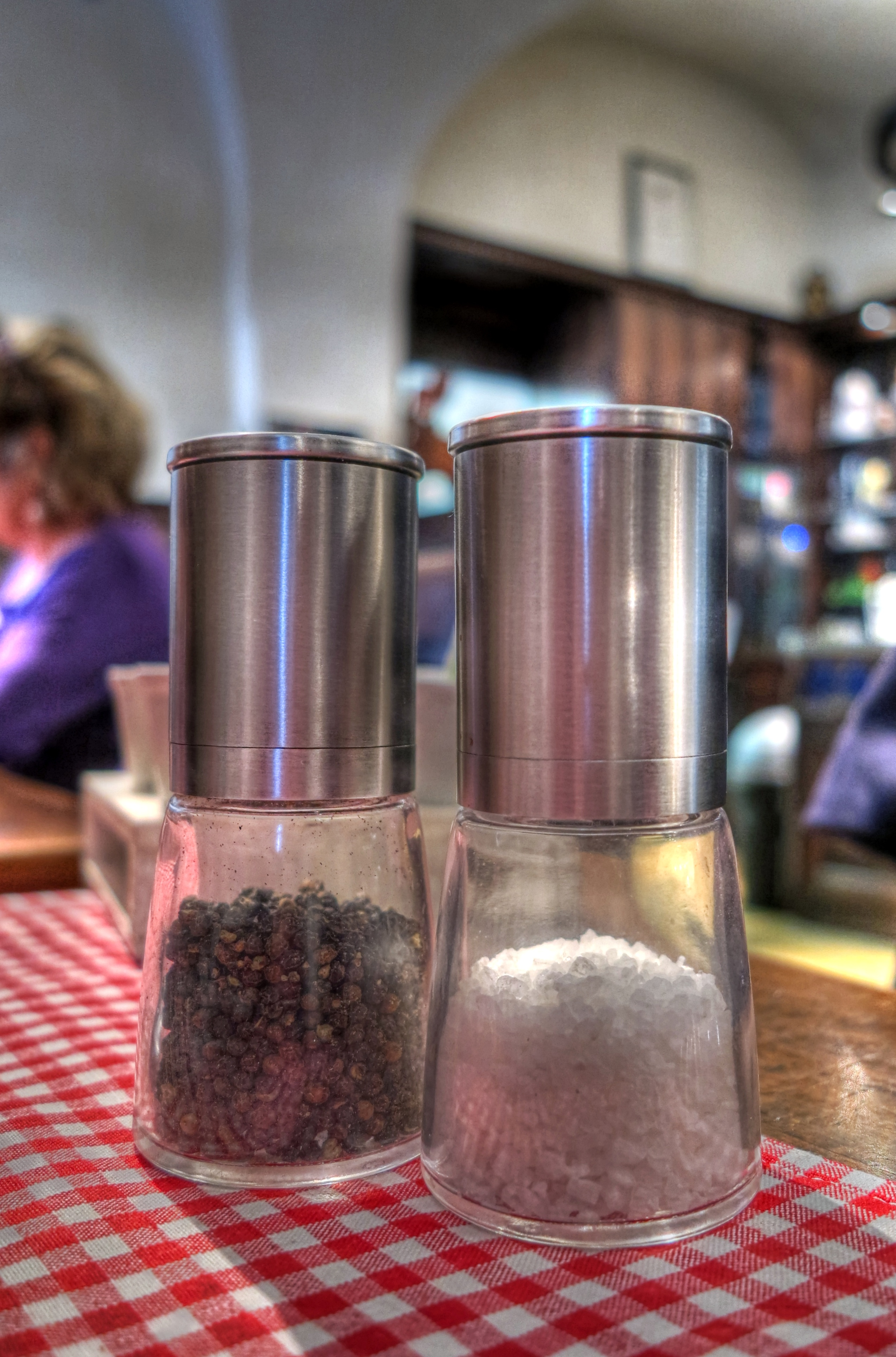
Salz- und Pfefferstreuer, kombiniert ausgeführt als Gewürzmühle

Ein Gewürzstreuer ist ein handliches Gefäß aus Kunststoff, Glas, Keramik, Stein, Elfenbein, Holz oder Metall, in dem Gewürze aufbewahrt werden, die zum Würzen von Speisen verwendet werden. Der obere Teil des Behälters ist mit kleinen Löchern versehen, durch die das Gewürz gestreut werden kann. Weit verbreitet sind Salz- und Pfefferstreuer sowie Streuer für verschiedene Küchengewürze.
Das Befüllen von Gewürzstreuern erfolgt entweder nach Abnehmen des oberen Teils oder von der Unterseite aus, die in diesem Fall mit einem Stopfen verschlossen werden kann. Häufig werden Streuer im gleichen Design hergestellt, meist für Salz und Pfeffer.

## Salzstreuer

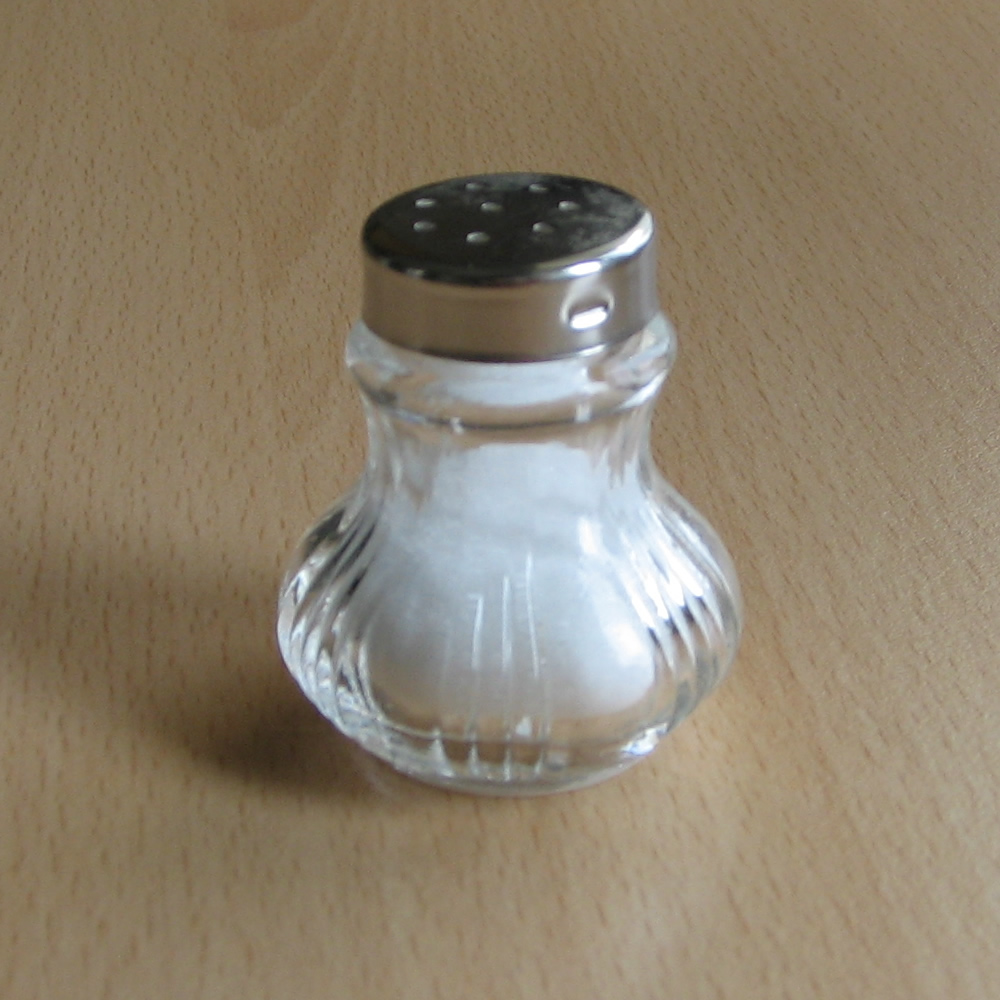
Salzstreuer aus Glas mit Metalldeckel

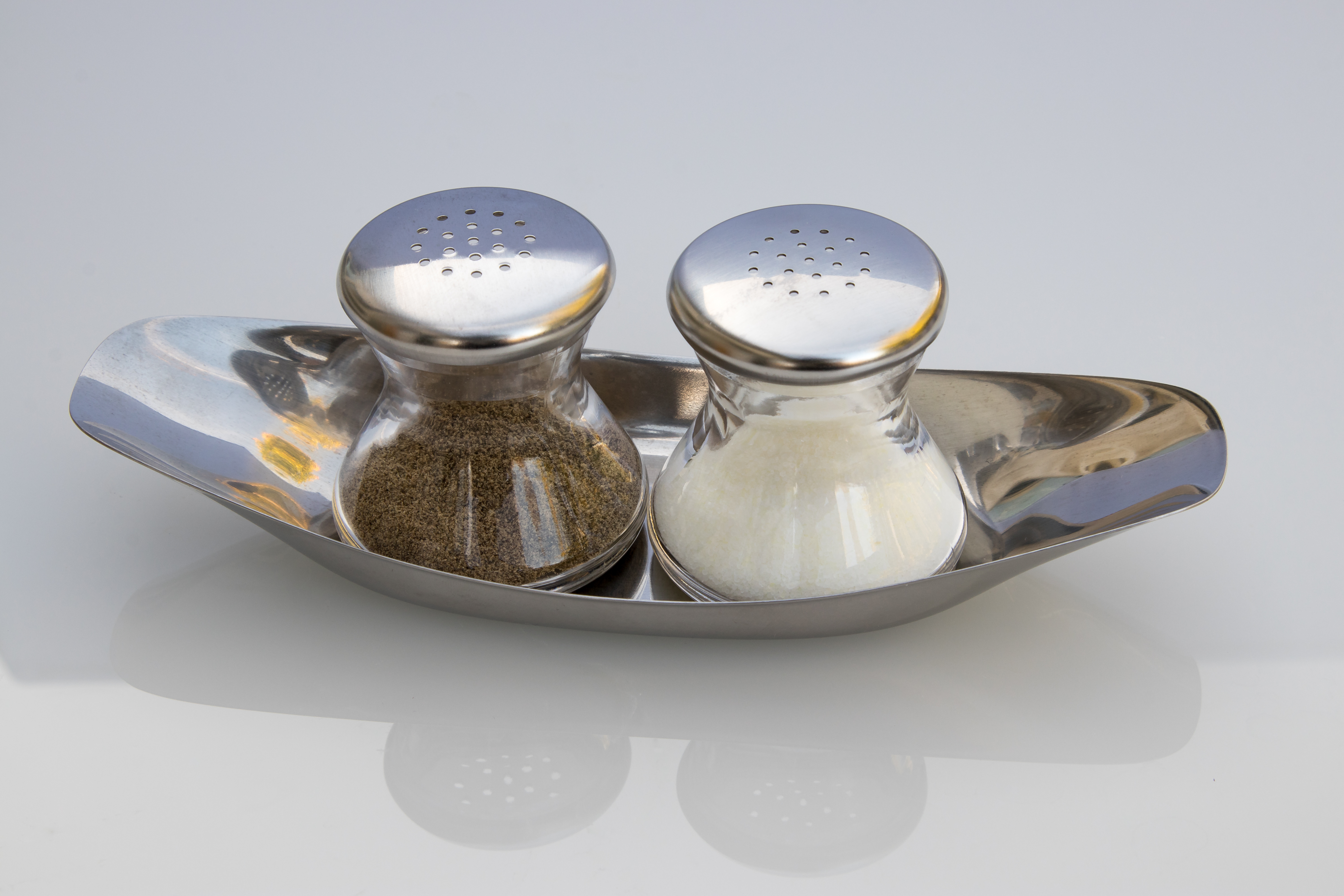
Salz- & Pfefferstreuer „Max & Moritz“ entworfen von Wilhelm Wagenfeld für WMF

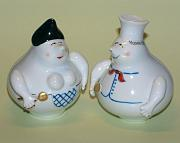
Dekorative Salzstreuer des Herstellers FK-Design

Vor Erfindung des Salzstreuers wurde Speisesalz bei Tisch in einer Saliera aufbewahrt. Im Mittelalter wurde auf fürstlichen Tafeln das Salzschiff benutzt. Der Name entstammt der Form der Schale ähnlich einem Schiff. Bei vielen Salzstreuern ähnlichen Antiquitäten handelt es sich meist um Sandbüchsen für mit Federkiel und Tinte geschriebenen Text. Bei Salzstreuern ist die Zugabe von Reis üblich, um ein Verklumpen durch eindringende Feuchtigkeit zu verhindern. Eine Variante des Salzstreuers ist die Salzmühle, die grobes Siedesalz – seltener auch Steinsalz – vor dem Gebrauch mahlt.
In Großbritannien erhielt Henry Thacker am 21. Oktober 1893 ein Patent No. 17.210 für „Improvements in the Manufacture of Pepper Castors and the like“, in dem er Mechanismen beschreibt, mit denen die Streufähigkeit und Portionierbarkeit der Gewürze im Streuer erhalten werden können (dichter Behälter, Ausschüttventil).
Frühe Patente in Deutschland erhielten beispielsweise Johannes Oster aus Berlin am 8. Dezember 1891 für die Konstruktion eines „Salz- und Pfefferstreuers“ mit Ventilmechanismus zum Dosieren des Streuguts und Verschließen des Vorratsbehälters (Kaiserliches Patentamt, Patent Nr. 60175) und Johannes Schaar aus Hamburg am 28. Mai 1899 für einen „Salzstreuer“, der „in sich die Eigenschaften einer Streubüchse und eines offenen Salzfasses vereinigt“ (Kaiserliches Patentamt, Patent Nr. 108173). Die weite Verbreitung von Salzstreuern und deren breite Herstellung wurde erst durch die 1911 vom amerikanischen Salzhersteller Morton Salt entwickelte Rieselfähigkeit des Salzes ermöglicht.
Ein besonderes Objekt ist „Max und Moritz“ des Bauhaus-Schülers und -Lehrers Wilhelm Wagenfeld, dieses wird von WMF ununterbrochen seit 1953 produziert. Es gibt auch kunsthandwerkliche Kitsch- und Souvenirprodukte, in der Regel als Paar zusammen mit einem Pfefferstreuer oder einer Pfeffermühle. Bereits Ende der 1920er Jahre stellten deutsche Porzellanfabriken (Porzellanfabrik Goebel, Rödental bei Coburg) gezielt für den US-amerikanischen Markt Streuer nach dem Vorbild von Comic-Figuren, z. B. Mickey Mouse oder Peanuts, her.
Solche besonderen Salz- und Pfefferstreuer wurden bald zu Sammelobjekten. In den USA gibt es einen Club der Salz- und Pfefferstreuer-Sammler und dazu Literatur für Sammler. In Deutschland ist eine Privatsammlung als „Virtuelles Salz- und Pfefferstreuer-Museum“ mit mehr als 1200 Streuerpaaren im Web präsentiert, wobei die Sammlungsstücke nach verschiedenen Kategorien sortiert und dargestellt werden. Das virtuelle Museum bietet ein Literaturverzeichnis und einen Aufsatz zur Kulturgeschichte der Salz- und Pfefferstreuer.

## Pfefferstreuer

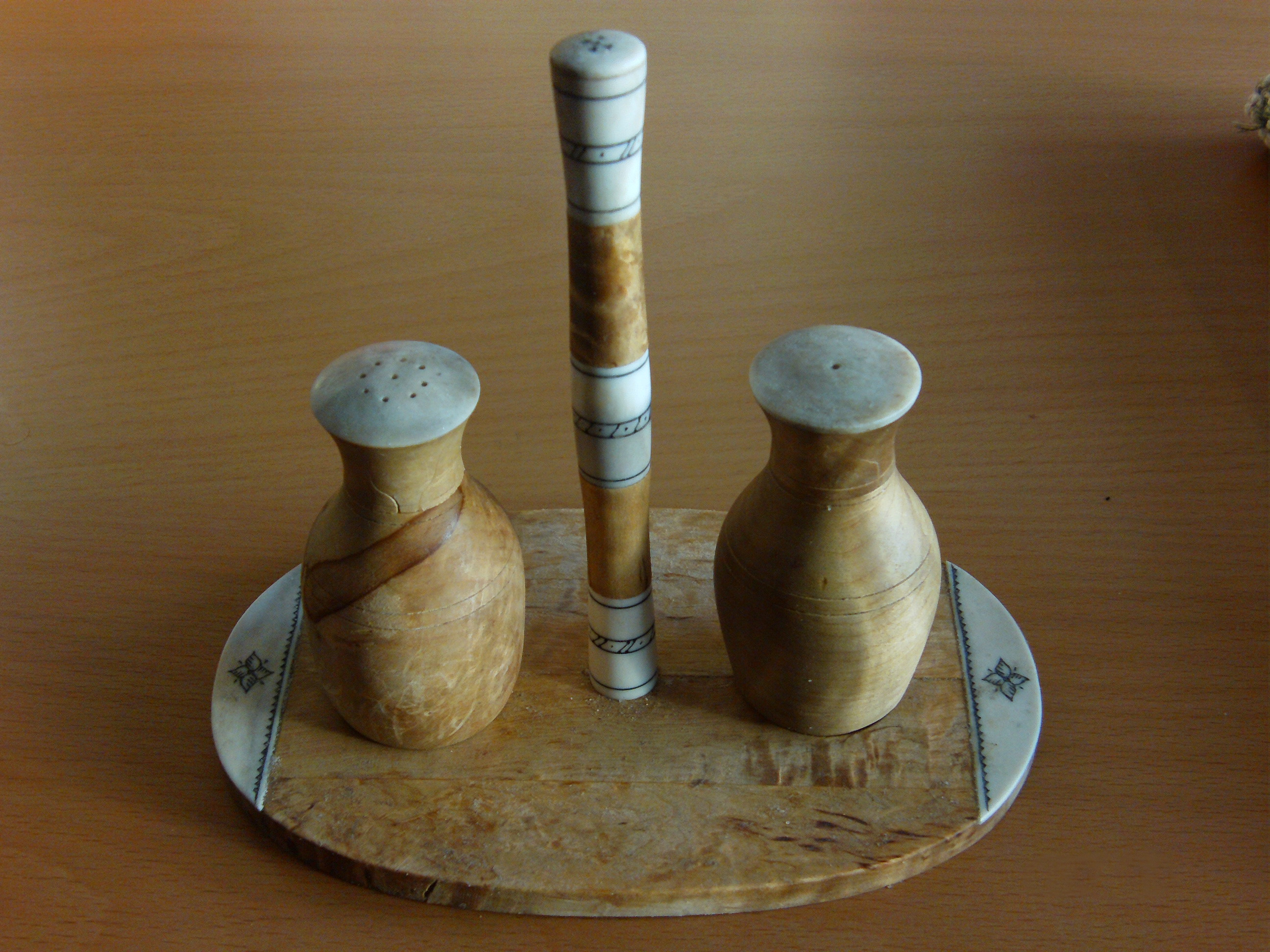
Salz- und Pfefferstreuerpärchen in gleichartiger Gestaltungsform

Der Pfefferstreuer ist ein Gefäß zum Dosieren von gemahlenem Pfeffer. Vorwiegend bilden Salz- und Pfefferstreuer ein gleichartig gestaltetes Paar, da es die häufigsten Gewürze an der Tafel sind. Aus Osteuropa sind auch Dreierkombinationen bekannt: Salz-, Pfeffer- und Paprikastreuer werden in gleichem Design hergestellt und stehen oft auf einer zugehörigen Servierplatte. Salz- und Pfefferstreuer sind vorrangig Bestandteil einer Menage in Kombination mit Essig- und Ölflasche, Senftopf oder anderen Gewürzstreuern.

## Sonstiges
Ein spezieller Streuer wurde 1919 von Raoul Heinrich Francé zum Gebrauchsmuster 723730 beim Deutschen Patentamt angemeldet. Er hatte einen Streuer entwickelt, um Kleinstlebewesen gleichmäßig auf Erde verteilen zu können. Da er zu den ersten Bionikern des 20. Jahrhunderts gehörte, ließ er sich nach vielen erfolglosen Streuversuchen mit verschiedenen Formen von der Mohnkapsel inspirieren. Dieser besagte „Streuer für Gewürze, Medikamente u. dgl.“ war damals nicht komplett ausgereift. Die Mohnkapsel ist auf weite und breite Streuung ihrer Samen optimiert, ein Salzstreuer soll jedoch zielgenau und nicht unbedingt breit streuen – trotzdem kann das Modell von Francé doch als der erste „bionisch“ entwickelte Gewürzstreuer betrachtet werden.
Für die Kaffeetafel existieren die Zuckerstreuer, die wegen der gewünschten Menge und Korngröße von Kristallzucker anders geformt sind.
Eine Pfeffermühle ist ein Behälter, um ungemahlene Pfefferkörner mit dem eingebauten Mahlwerk in geeigneter Anwendungsform dosieren zu können.